# Скорупський Максим Антонович
Максим Антонович Скору́пський (Псевдо Макс, 15 серпня 1915, с. Антонівці, нині Шумський район, Тернопільська область — 20 грудня 1981, Трентон, США) — старшина УПА, письменник.

## Життєпис
Народився в селі Антонівцях Крем'янецького повіту (Волинь) — нині це село Шумського району Тернопільської області — в сім'ї малоземельного селянина. Закінчив ремісничу школу у Вишнівці та агрономічно-лісову школу в Білокриниці (тепер Кременецький лісотехнічний коледж).
Працював агрономом у маєтку Княжина. У грудні 1939 перейшов у німецьку зону окупації, в Кракові вступив до ОУН, служив у «Веркшутц» (поліція Генерал-губернаторства Польща). З 1940 у Німеччині, працював у «арбайтдинст», районовий провідник ОУН(м) у Вишнівці.
У січні—квітні 1943 р. був у лавах червоних партизанів, з 1 травня 1943 в Кременецькому загоні УПА-ОУН(М) під командою «Хріна» (Миколи Недзвецького), чотовий. В липні 1943 р. після роззброєння його бандерівцями був змушений перейти у Дубенський курінь УПА-ОУН(б), сотенний, з березня 1944 курінний УПА-Південь на Кременеччині.
У травні 1944 року переїхав на Захід. Після війни був зв'язковим ОУН(м) і американської розвідки. В 1950 році емігрував до США, став церковним і громадським діячем, голова ОДВУ, тереновий провідник ОУН(м) в США.
Помер 20 грудня 1981 року в м. Трентон, США.

## Творчість
Автор спогадів «Туди, де бій за волю».
- Скорубський М. Туди, де бій за волю. — К.: Вид-во ім. О. Теліги, 1992. — 351 с.
- Максим Скорупський. Туди, де бій за волю (Аудіокнига, ч.1)
- Максим Скорупський. Туди, де бій за волю (Аудіокнига, ч.2)